# 다케바야시 다카시게

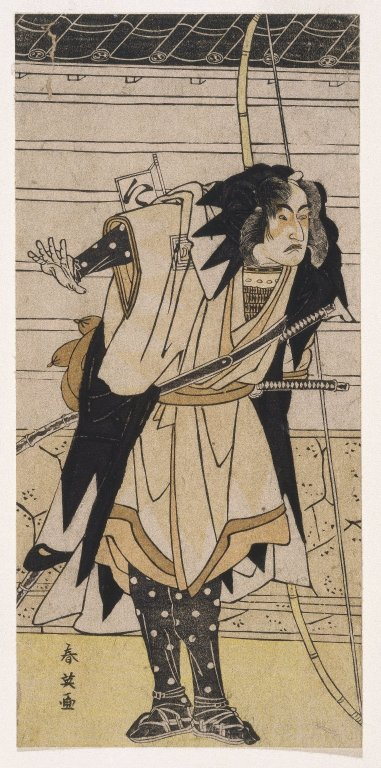
3대 이치카와 야오조가 분장한 다케바야시 타다시치 (카츠카와 슌에이 作)

다케바야시 다케시게(일본어: 武林 隆重 たけばやし たかしげ[*], 간분 12년 (1672년) - 겐로쿠 16년 2월 4일 (1703년 3월 20일))은 에도시대 전기의 무사이다. 아코 낭사 47사 중 한명이다. 통칭 타다시치 (唯七 (ただしち)이다.

## 창작ㆍ각색
- 「츄신구라」의 연극에서는, 다케시게가 아코의 출립하기 전에, 다케바야시 형제의 어머니는 자살한다. 또, 형인 한에몬은 탈락의사라고 멸시를 받았다.사실은 아버지 (와타나베 노리시게)와 어머니 (큐베에의 딸)은 병상에 누워있어서, 한에몬이 부모 간호를 위해 의거로부터 탈퇴하였다.
- 다케시게는 어느 시기에, 히로시마번의 아사노 종가로 잘못 알고 쿠로다가의 번저로 가서 방으로 올라가 점심식사만 대접한 뒤, 불이 났다고 떠들며 저택을 뛰처나가 귀가하고 말았다. 코단 등 「조홀한 사자 (粗忽の使者)」가 있지만 실화는 아니다. 또는, 히로시마번 저택에서 받은 진물인 꽃을 말 채찍으로 만들어 버렸다는 각색도 있다.

## 유품
- 「와타나베 한에몬 앞으로 서한초 (11월 5일 자)」 - 하자마 미츠오키가 다케바야시 다케시게의 형・한에몬에게 보낸 편지가 현존한다.